# گانهاتا
گانهاتا (به لاتین: Ganhata) یک منطقهٔ مسکونی در سری‌لانکا است که در استان مرکزی (سری‌لانکا) واقع شده‌است.